# Were you there
Were you there (when they crucified my lord) is een traditioneel Amerikaans lied dat voor het eerst werd gepubliceerd in 1899.
De oorsprong wordt toegeschreven aan Amerikaanse slaven in de 19e eeuw. Het werd in 1899 voor het eerst gepubliceerd in de Old plantation hymns van William Eleazar Barton. In 1940 werd het opgenomen in de hymnen van de Amerikaanse Episcopaalse Kerk, waarmee het de eerste negrospiritual werd die in een belangrijk Amerikaans hymnenboek kwam te staan.
Het lied werd door tientallen artiesten opgenomen, zoals door Bill Monroe (1942), het Wings Over Jordan Choir (1946), Harry Belafonte (1960), Johnny Cash en The Carter Family (1962), Max Roach (1971) en Diamanda Galás (1991). In Nederland verscheen in 1970 een versie van Package, een gelegenheidsformatie die bestond uit Patricia Paay, Unit Gloria, Left Side en The Buffoons. 